# Melanolophia orthotis
Melanolophia orthotis là một loài bướm đêm trong họ Geometridae.